# Гирасси, Эрба
Баэреба «Эрба» Гирасси (фр. Bahereba «Herba» Guirassy; родился 29 августа 2006, Анже, Франция) — французский футболист, вингер клуба «Нант».

## Клубная карьера
Гирасси родился во французском городе Анже и начинал заниматься футболом в местной команде «Вайант Анже». В 2019 году присоединился к академии «Нанта». 18 августа 2024 года дебютировал за основную команду клуба, выйдя на замену в матче Лиги 1 против «Тулузы». 25 августа 2024 года в матче чемпионата против «Осера» Эрба забил свой первый гол в профессиональной карьере.